# Elena Peláez Arnillas
Elena Peláez Arnillas   (Palència, 28 d'octubre de 1994) és una àrbitra de futbol espanyola que xiula a la Lliga espanyola de futbol femenina. Va pujar a la màxima categoria del futbol femení l'any 2017. El 2025 va arbitrar el seu primer Clàssic, el FC Barcelona-Real Madrid de tornada de las semifinals de la Copa de la Reina, que va finalitzar amb el resultat de 3-1.